# اسقف‌نشین داربی
اسقف‌نشین داربی (انگلیسی: Diocese of Derby) بخشی تشکیل دهنده از استان کانتربری کلیسای انگلستان در کشور انگلستان است. این اسقف‌نشین که در سال ۱۹۲۷ میلادی تاسیس شده است شامل ۳۳۲ کلیسا می‌باشد و مرکز آن کلیسای جامع داربی است.